# Mercedes-Benz Citan
La Mercedes-Benz Citan è un'autovettura multispazio prodotta a partire dal 2012 dalla casa automobilistica tedesca Mercedes-Benz e basata sulla seconda generazione del Renault Kangoo. Nel 2021 ne è stata presentata la seconda generazione.

## Storia e profilo
La nascita del Citan va fatta risalire all'alleanza stretta nell'aprile del 2010 tra il Gruppo Renault-Nissan e la Daimler AG. Tale alleanza era mirata alla realizzazione e allo sfruttamento di tecnologie in comune. Tra i risultati di queste sinergie tra costruttori vi è anche il Citan, nato come badge engineering poiché sfrutta pianale, meccanica e struttura della seconda serie del Renault Kangoo. La denominazione è una contrazione dei termini City e Titan. Si può dire che il Citan sia anche il primo modello Mercedes-Benz scaturito dall'alleanza fra i due gruppi industriali. Pochi mesi prima era stata introdotta la terza generazione della Classe A, che portava dentro di sé anche le tracce dell'alleanza con il gruppo franco-nipponico, ossia la disponibilità del 1.5 turbodiesel rivisto e riadattato dalla Mercedes-Benz, ma sempre di origine Renault. Si trattava però unicamente di un motore e non di un veicolo completo, mentre nel caso del Citan si ha a che fare tra l'altro con un mezzo che fa debuttare la casa di Stoccarda nel settore delle vetture multispazio, anche se un primo esempio in tal senso si era in realtà già avuto con la Vaneo, che però appariva quasi più come una monovolume, ancorché disponibile pure in versione furgonata.
In ogni caso, la Citan va a raccogliere l'eredità della Vaneo e si propone come mezzo per il tempo libero, nel caso delle versioni destinate al trasporto di persone, ma anche come furgoncino compatto. In questo caso, ovviamente, la parte posteriore dell'abitacolo è completamente sgombra per permettere il carico di merci e le uniche superfici vetrate sono costituite dal parabrezza e dai finestrini laterali anteriori.

## Prima generazione (2012-2021)
La prima generazione del Citan venne lanciata il 27 ottobre 2012 e la sua produzione fu avviata presso lo stabilimento Renault di Maubeuge, nel nord della Francia, dove veniva assemblato anche il modello "gemello" Kangoo.

### Caratteristiche

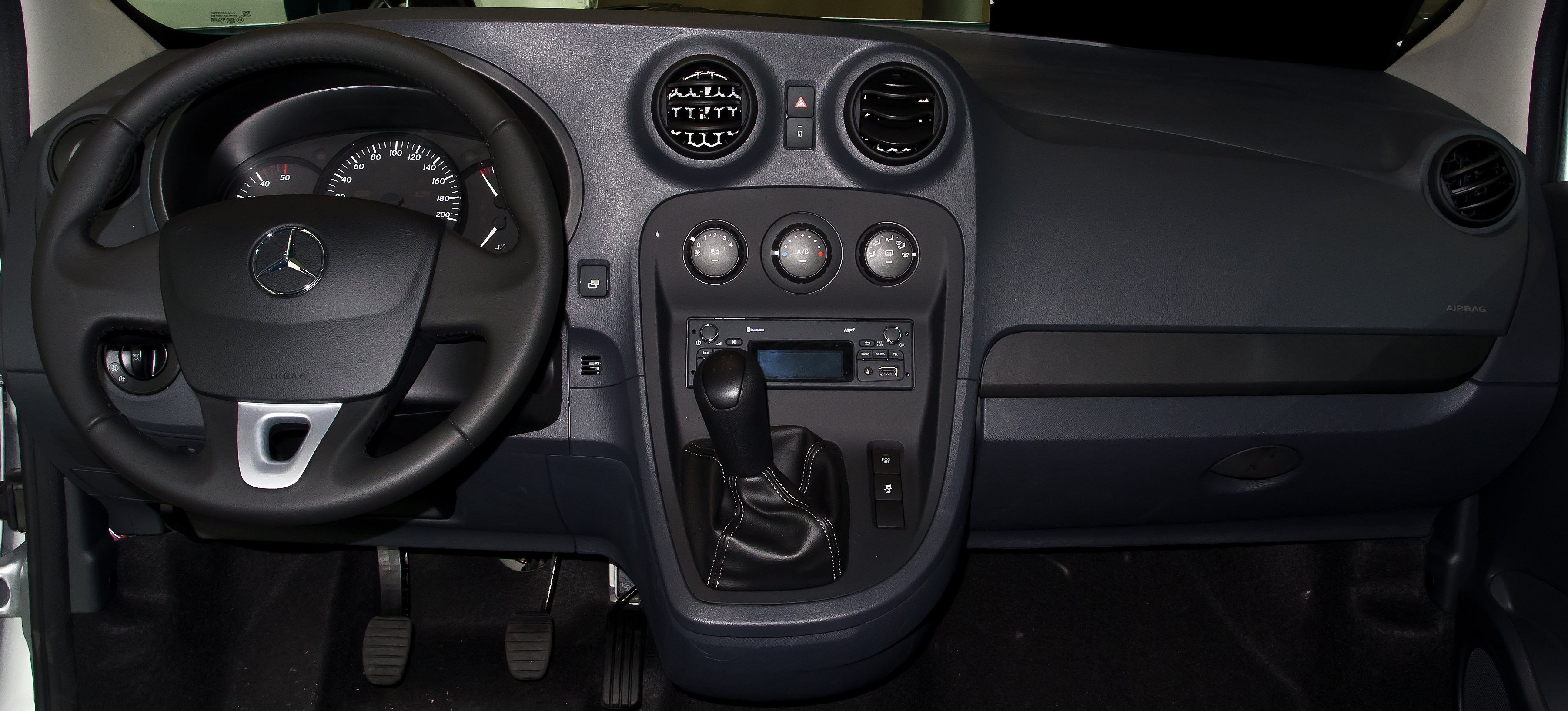
Interni

La commercializzazione del Citan è stata avviata il 27 ottobre del 2012, mentre il sito di produzione è quello di Maubeuge, nel nord della Francia, dove tra l'altro vengono assemblate anche le Kangoo. Esternamente il Citan è distinguibile dalla "cugina" francese per il frontale inconfondibilmente Mercedes-Benz, grazie all'ampia calandra trapezoidale dove campeggia il grande logo della stella a tre punte. Anche il cofano ed il paraurti anteriore sono stati completamente ridisegnati, mentre la maggior parte degli altri lamierati esterni è in comune con la Kangoo.
Il Citan è disponibile in tre varianti di lunghezza, differenti tra loro per la misura del passo (2.313 mm, 2.697 mm o 3.081 mm, denominate rispettivamente Compact, Long ed Extralong). Tali misure riprendono proprio quelle previste per i modelli Kangoo, Kangoo Maxi e della piccola Kangoo Be Bop quando quest'ultima era ancora in produzione. Il Citan è disponibile anche in tre versioni: la versione furgonata, la versione promiscua denominata Citan Mixto è disponibile solo in versione lunga; la versione destinata al trasporto di persone, commercializzata come Citan Kombi, è invece disponibile inizialmente solo in versione con misura intermedia di passo, ma una versione lunga sarebbe arrivata a metà del 2014. A seconda delle dimensioni e della versione, la capacità di carico merci può variare tra i 2.4 e i 3.8 metri cubi.
La Citan presenta delle caratteristiche peculiari, in primis tutti i sistemi di sicurezza attivi e passivi di serie, un intervallo manutentivo programmato ogni 40.000 km, tutte le sedute rivedute per un maggior comfort di guida e l'insonorizzazione del vano motore. Inoltre nelle fasi di lavorazioni, nelle parti soggette a maggior sforzo della scocca ci sono dei punti di saldatura doppi.

### Motori e meccanica
La gamma motori del Citan prevede due unità a gasolio:
- 108 CDI, versione a gasolio equipaggiata dal motore OM607 di origine Renault, della cilindrata di 1461 cm³ e con potenza massima di 75 CV;
- 109 CDI, caratterizzata dallo stesso propulsore a gasolio della 108 CDI, ma con potenza portata a 90 CV.

Una sola la variante di cambio inizialmente disponibile, e cioè del tipo manuale a 5 marce. Queste motorizzazioni potevano essere ordinate con il pacchetto BlueEFFICIENCY che integra fra l'altro dispositivi come il sistema Stop & Start ed il sistema per il recupero dell'energia in frenata. Grazie a tale pacchetto è possibile, secondo la casa, ridurre ulteriormente i consumi fino a 0.4 litri in meno ogni 100 km.
Le sospensioni prevedono uno schema a ruote indipendenti di tipo MacPherson all'avantreno ed una soluzione ad assale rigido con bracci interconnessi al retrotreno. L'impianto frenante prevede quattro dischi nelle versioni lunga ed intermedia (denominate in realtà Extralong e Long), mentre la versione a passo corto (Compact) monta dei freni a tamburo al retrotreno e dischi all'avantreno.

### Evoluzione

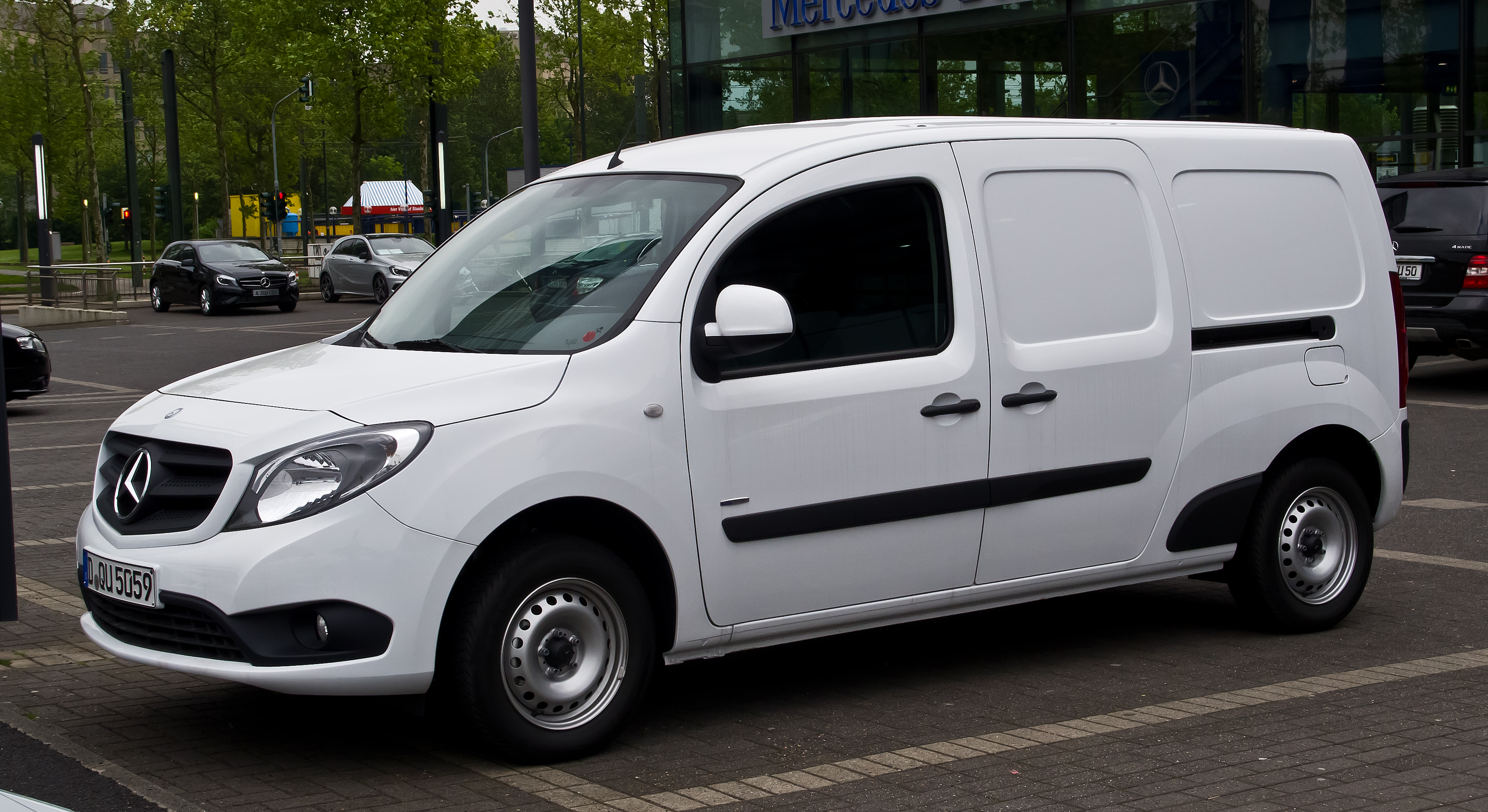
Versione a passo lungo

Con queste caratteristiche, il Citan si presta facilmente alla realizzazione di allestimenti specifici per servizi particolari, come ad esempio per i vigili del fuoco o come ambulanza. Nel giugno del 2013 entrano in listino due nuove motorizzazioni: un 1.2 a benzina da 114 CV ed un nuovo 1.5 a gasolio realizzato sempre sulla base dei due già esistenti, ma con potenza massima salita a 109 CV. Entrambe queste motorizzazioni sono abbinate ad un cambio manuale a 6 marce. Nel 2015 la gamma motori è stata rivisitata per rispettare la normativa Euro 6, ma senza variazioni particolari sul piano prestazionale e di consumi e prestazioni. Da quel momento la gamma motori non ha subito più alcuna variazione, almeno fino all'agosto 2018, quando il 1.2 a benzina è stato cancellato dai listini. Circa sei mesi dopo, nel febbraio 2019, debuttano tre nuove motorizzazioni a gasolio, che vanno ad affiancare ed in seguito a sostituire le motorizzazioni fino a quel momento esistenti. I nuovi motori, della famiglia OM608, sono dotati di tecnologia con AdBlue e subiscono un leggero incremento di potenza rispetto ai vecchi motori a gasolio, e cioè: da 75 ad 80 CV, da 90 a 95 CV e da 109 a 116 CV. Nella stesse occasioni, il cambio a 6 marce diviene standard su tutta la gamma. La produzione della prima generazione della Citan cessa nell'agosto del 2021: a partire dal mese successivo partirà la produzione della seconda generazione.

### Riepilogo caratteristiche
Di seguito vengono riepilogate le caratteristiche relative alla gamma del Citan. I dati relativi a massa, prestazioni, consumi ed emissioni sono oscillanti fra i due valori indicati a seconda delle dimensioni e dell'allestimento sulla base della motorizzazione indicata. Solo il 1.2 a benzina era previsto in un unico allestimento e variante di passo (Long):
| Mercedes-Benz Citan W415 (2012-21) |             |            |                                            |                |                |                    |                    |              |                     |                    |                       |                    |
| Modello                            | Motore      | Cilindrata | Alimentazione                              | Potenza CV/rpm | Coppia Nm/rpm  | Cambio/ N°rapporti | Massa a vuoto (kg) | Velocità max | Acceler. 0–100 km/h | Consumo (l/100 km) | Emissioni CO2/ (g/km) | Anni di produzione |
| Versioni a benzina                 |             |            |                                            |                |                |                    |                    |              |                     |                    |                       |                    |
| 112                                | M200DE12AL  | 1192       | Iniezione diretta + turbocompressore       | 114/4500       | 190/ 2000-4000 | Manuale 6 marce    | 1.320              | 173          | 11"7                | 6,2                | 140                   | 06/2013-08/2018    |
| Versioni a gasolio                 |             |            |                                            |                |                |                    |                    |              |                     |                    |                       |                    |
| 108 CDI                            | OM607DE15LA | 1461       | Turbodiesel, iniezione diretta common rail | 75/4000        | 180/ 1750-2500 | Manuale 5 marce    | 1.395-1.430        | 147-150      | 16"1-16"3           | 4,6-4,8            | 112-123               | 09/2012-11/2019    |
| 108 CDI                            | OM608DE15LA | 1461       | Turbodiesel, iniezione diretta common rail | 80/3750        | 210/ 1750-2250 | Manuale 6 marce    | 1.395-1.430        | -            | -                   | 4,5-4,6            | 118-121               | 02/2019-08/2021    |
| 109 CDI                            | OM607DE15LA | 1461       | Turbodiesel, iniezione diretta common rail | 90/4000        | 200/ 1750-2750 | Manuale 5 marce    | 1.395-1.534        | 155-160      | 13"1-13"3           | 4,6-5              | 119-130               | 09-2012-11/2019    |
| 109 CDI                            | OM608DE15LA | 1461       | Turbodiesel, iniezione diretta common rail | 95/3750        | 230/ 1750-2250 | Manuale 6 marce    | 1.395-1.534        | -            | -                   | 4,5-4,6            | 117-122               | 02/2019-08/2021    |
| 111 CDI                            | OM607DE15LA | 1461       | Turbodiesel, iniezione diretta common rail | 110/4000       | 240/ 1750-2750 | Manuale 6marce     | 1.430-1.534        | 165-170      | 12"3-12"5           | 4,6-4,7            | 119-123               | 06/2013-11/2019    |
| 111 CDI                            | OM608DE15LA | 1461       | Turbodiesel, iniezione diretta common rail | 116/3750       | 260/ 2000-2500 | Manuale 6marce     | 1.430-1.534        | -            | -                   | 4,6-4,8            | 121-125               | 02/2019-08/2021    |

## Seconda generazione (dal 2021)

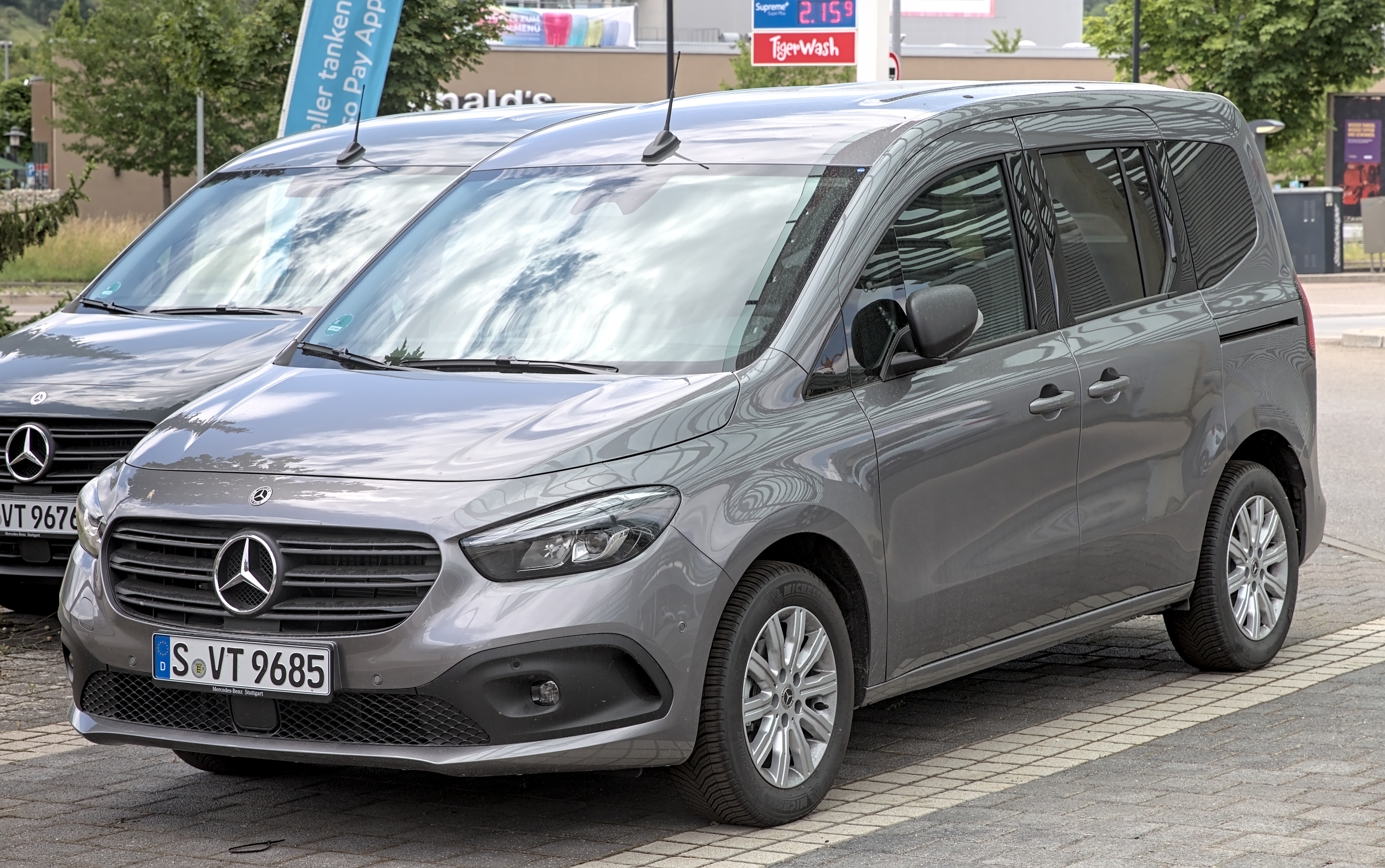
Una Citan in versione per trasporto passeggeri

A partire dal 13 settembre 2021 comincia la commercializzazione della seconda generazione del Citan, basato questa volta sulla terza generazione del Renault Kangoo. Esso verrà proposto anche in una versione a propulsione puramente elettrica e in una versione dalle caratteristiche più "automobilistiche" e con allestimenti ricchi denominata Classe T (o EQT nella sua variante puramente elettrica). Ciò avverrà in maniera analoga a quanto già visto negli anni precedenti con le coppie Classe V/Vito e Viano/Vito.